# Pedasus
Pedasus (Oudgrieks: Πήδασος, Pēdasos) is een naam die in de Ilias van Homerus op verschillende manieren terugkomt: 
1: De zoon van de Naiade Abarbarea en Bucolion en broer van Aesepus. Hij werd in de Trojaanse Oorlog gedood door Euryalus. 
2: Een berg in Pylos.
3: Een paard dat Achilles bij het plunderen van de stad Eëtion verkreeg.